# Le Bonheur qui revient
Le Bonheur qui revient est un film français muet réalisé par André Hugon, sorti en 1917.

## Fiche technique
- Titre : Le Bonheur qui revient
- Réalisation : André Hugon
- Scénario : Jean Benoit-Lévy (crédité Francis Mair)[1]
- Société de production : Le Flambeau,
- Pays de production : France
- Format : Noir et blanc - Muet
- Date de sortie : 
  - France : 23 mars 1917

## Distribution
- Emmy Lynn
- Henri Bosc
- Edmond Duquesne
- Georges Wague
- Jean Fleury
- Émilienne Dux